# Franz Bernhard Neuffer
Franz Bernhard Neuffer (* 8. Januar 1747 in Meßkirch; † nach 1794) war ein deutscher katholischer Schriftsteller. Neuffer war Fürstenbergischer Geistlicher Rat und Pfarrer zu Burgweiler in der Grafschaft Heiligenberg. 

## Werke
- Die Eitelkeit, ein moralisches Trauergedicht: Besungen beym Sarge Joseph des Zweyten weiland römischen Kaisers. Martin Wagner, Konstanz 1790.
- Das beglückte Deutschland, ein Episch-moralisches Gedicht, auf die höchsterfreuliche Wahl und Krönung zum Römisch-Deutschen Kaiser, in der allerdurchleuchtigsten Person Leopold des Zweiten. Martin Wagner, Konstanz 1790.
- Die gefährliche Philosophie; ein satyrisch-moralisches Gedicht zur Ehre der christlichen Religion wider die Philosophen und schönen Geister des achtzehnten Jahrhunderts. Martin Wagner, Konstanz 1791.